# Murton (Kumbria)
Murton – wieś i civil parish w Anglii, w Kumbrii, w dystrykcie (unitary authority) Westmorland and Furness. Leży 48 km na południowy wschód od miasta Carlisle i 375 km na północny zachód od Londynu. W 2011 roku civil parish liczyła 360 mieszkańców.